# Cedda
Cedda (Northumbria, 620 circa – Lastingham, 26 ottobre 664) è stato un monaco cristiano e vescovo anglosassone, fratello di Chad di Mercia. Fu a lungo monaco a Lindisfarne in Inghilterra. È considerato santo.

## Biografia
Nel 653, dopo la conversione del re Peada, divenne uno degli evangelizzatori della regione. Qualche anno dopo fu inviato con un altro compagno nell'odierna contea dell'Essex per predicare e battezzare la popolazione locale. Per l'opera svolta fu consacrato primo vescovo dell'Essex, dove poté ordinare nuovi sacerdoti e diaconi che lo affiancarono nella predicazione.
Promosse l'edificazione di diverse chiese e di due monasteri poi andati distrutti. Le cronache raccontano che Cedda scomunicò un nobile locale in seguito ad un matrimonio illecito, vietando a tutti l'ingresso nella sua abitazione. Secondo la leggenda, poi, Cedda ammonì il re Sigeberto, che aveva disobbedito al divieto, dicendogli: «Poiché non ti sei astenuto dall'entrare nella casa di un uomo perduto e dannato, questa stessa casa ha segnato la tua morte». E poco tempo dopo il sovrano fu assassinato da un parente.
Da vescovo ritornò poi a Lastingham dove morì il 26 ottobre 664 a causa di un'epidemia. Il suo corpo, inizialmente sepolto nelle segrete del monastero, fu traslato nel sacrario di una chiesa dedicata alla Vergine Maria.

## Culto
Dal Martirologio Romano: «A Lastingham nella Northumbria in Inghilterra, san Cedda, che, fratello di san Ceadda, fu ordinato da san Finnano vescovo dei Sassoni orientali e si adoperò per gettare tra costoro le fondamenta della Chiesa».